# Fōteinī Volonakī
Fōteinī Volonakī (in greco Φωτεινή Βολονάκη?; Sydney, 11 aprile 1975) è un'ex cestista greca.

## Carriera
Con la Grecia ha disputato i Campionati europei del 2001.